# Mainà de jungla
El mainà de jungla (Acridotheres fuscus) és una espècie d'ocell de la família dels estúrnids (Sturnidae) que habita boscos poc densos i terres de conreu del nord del Pakistan, l'Índia, Myanmar, Tailàndia i Malaia. Ha estat introduït a Fiji, Samoa i altres illes del Pacífic. El seus hàbitats són els boscos tropicals i subtropicals de frondoses humits de les terres baixes, les terres llaurades i les plantacions. El seu estat de conservació es considera de risc mínim.